# Rampah Estate
Rampah Estate is een bestuurslaag in het regentschap Serdang Bedagai van de provincie Noord-Sumatra, Indonesië. Rampah Estate telt 339 inwoners (volkstelling 2010).